# A1 Hrvatska
A1 Hrvatska (ehemals: Vipnet) ist ein Telekommunikationsunternehmen, das Mobilfunknetze in Kroatien betreibt. Das Unternehmen ist eine 100-prozentige Tochter der A1 Telekom Austria Group, die in insgesamt acht Ländern Zentral- und Osteuropas aktiv ist. A1 Hrvatska steht in Kroatien im Wettbewerb zu Hrvatski Telekom und Telemach Hrvatska.

## Geschichte

Früheres Logo des Unternehmens

Vipnet wurde von Boris Nemšić, dem ehemaligen Generaldirektor der mobilkom austria AG, gegründet. Das Unternehmen erhielt die Lizenz im September 1998 und startete im Juli 1999 mit dem operativen Geschäft. Vipnet war damit der erste private GSM-Mobilfunkanbieter in Kroatien und ist seither zu einem wichtigen Wirtschaftsunternehmen in diesem Staat geworden.
Bis 2010 wurde Vipnet als 100-prozentige Tochtergesellschaft der mobilkom austria AG geführt. Am 8. Juli 2010 wurde die mobilkom austria AG mit der Telekom Austria TA AG verschmolzen. Im Zuge dieser Verschmelzung wurden die nicht österreichischen Tochterunternehmen der mobilkom austria AG der A1 Telekom Austria Group unterstellt.
Im Oktober 2018 wurde das Unternehmen umbenannt in A1 Hrvatska.

## Unternehmen
Das Unternehmen zählte Anfang 2007 etwa 1,91 Millionen Kunden. Ende 2007 betrug der Marktanteil 43,2 Prozent und stieg bis Anfang 2010 nach eigenen Angaben auf 43,7 Prozent. A1 Hrvatska ist damit der zweitgrößte Mobilkommunikationsanbieter in Kroatien.
A1 Hrvatska war der erste Betreiber in Kroatien, der GPRS einführte.

## Kooperationen
Das Unternehmen kooperiert wie andere Tochtergesellschaften der A1 Telekom Austria Group mit der Vodafone Group. Außerdem benutzt der kroatische Anbieter von Wertkarten-Tarifen Tomato das Netz von A1 Hrvatska.

## Vorwahl
Die Vorwahlnummern für das Netz von A1 Hrvatska sind 091 und 092.